# Saccopteryx antioquensis
Saccopteryx antioquensis är en art i familjen frisvansade fladdermöss som förekommer i norra Colombia. Den upptäcktes 1996 men beskrevs så sent som 2001 som art.
Arten har i princip samma utseende som Saccopteryx gymnura men den är något större med en underarmlängd av cirka 36 mm. Dessutom förekommer inga ljusa strimmor på ryggen. Andra avvikelser finns i skallens konstruktion. Den del av flygmembranen som ligger mellan bakbenen är täckt med hår.
Denna fladdermus hittades i bergstrakter i departementet Antioquía i Colombia. Utbredningsområdet ligger 650 till 1200 meter över havet. Habitatet utgörs av fuktiga skogar i områden med karst.
Arten är mycket sällsynt. Expeditioner mellan 2006 och 2016 hittade inga fler individer. IUCN listar Saccopteryx antioquensis som starkt hotad (EN).